# استپ ماموت

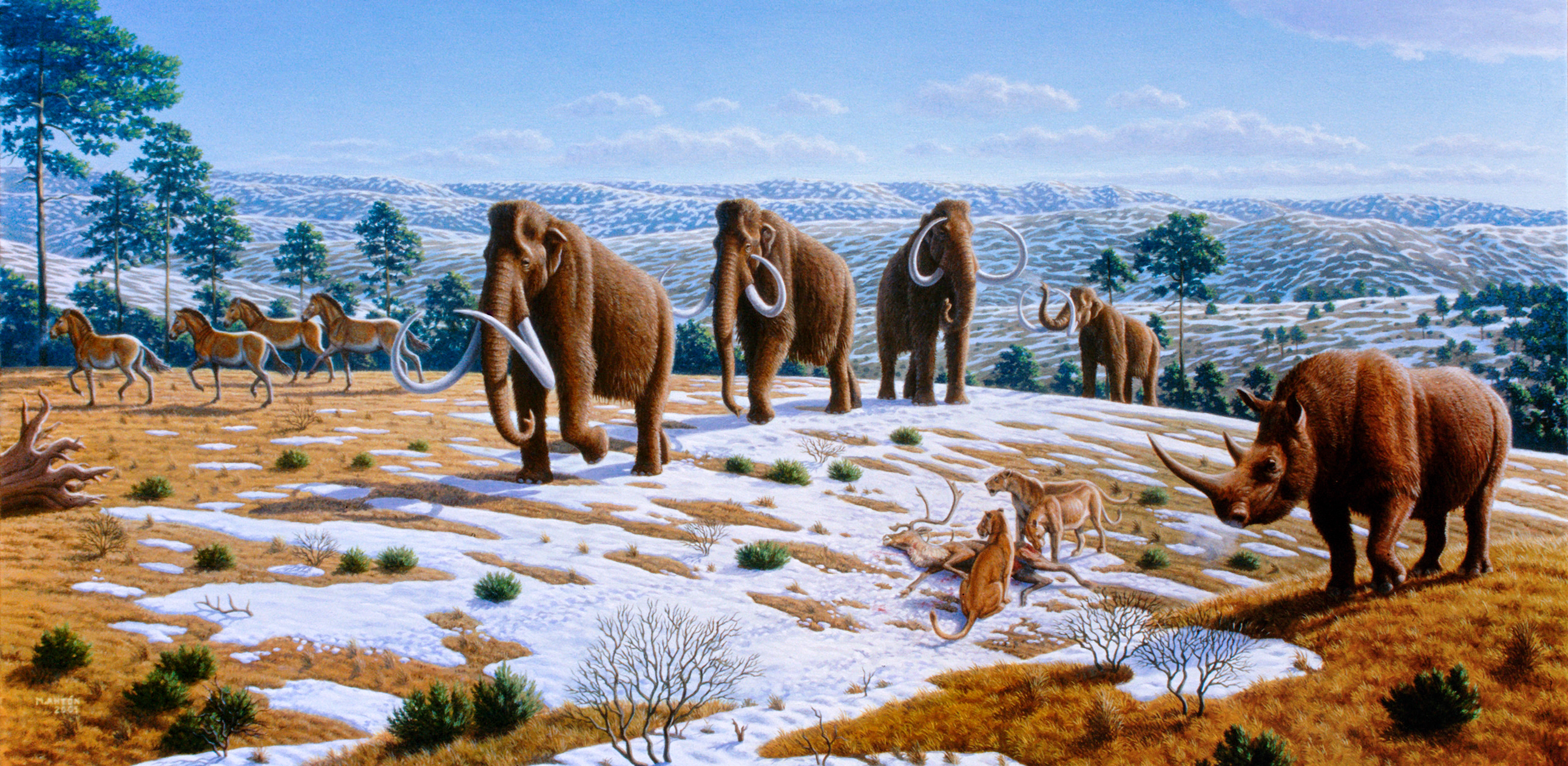
بسیاری از پستانداران غول‌پیکر مانند ماموت‌های پشمالو، کرگدن‌های پشمالو، و شیرهای غارزی در دوران پلیستوسن در استپ ماموت زندگی می‌کردند.

انواع پوشش گیاهی در زمان آخرین بیشینه یخبندان

استپ ماموت، همچنین به عنوان استپ-توندرا شناخته می‌شود، زمانی گسترده‌ترین زیست‌بوم کره زمین بود. در طول دوره‌های یخچالی در پلیستوسن پسین، از شرق به غرب، از شبه‌جزیره ایبری در غرب اروپا، در سراسر اوراسیا تا آمریکای شمالی، از طریق برینگیا (منطقه‌ای شامل شمال غربی سیبری و آلاسکا و سرزمینی که اکنون در زیر آب رفته است، امتداد یافته است) و شمال غربی کانادا؛ از شمال به جنوب، استپ از قطب شمال به سوی جنوب به جنوب اروپا، آسیای مرکزی و شمال چین می‌رسید. استپ ماموت سرد و خشک و نسبتاً بی‌خاصیت بود، اگرچه آب و هوا، توپوگرافی و جغرافیا در سراسر آن به‌طور چشمگیری متفاوت بود. مناطق خاصی از این زیست‌بوم - مانند مناطق ساحلی - آب و هوای مرطوب و ملایم‌تری نسبت به مناطق دیگر داشتند. برخی از مناطق دارای رودخانه‌هایی بودند که در اثر فرسایش، به‌طور طبیعی دره‌ها، خندق‌ها یا آبراهه‌های کوچکی ایجاد می‌کردند. رکود و پیشرفت مداوم یخبندان در طول هزاران سال بیشتر به شکل‌گیری دره‌های بزرگ‌تر و ویژگی‌های جغرافیایی مختلف کمک کرد. با این حال، به‌طور کلی، استپ به عنوان علفزار مسطح و پهناور شناخته شده است. پوشش گیاهی در سلطه علف‌های خوش‌طعم و با بهره‌وری بالا، گیاهان و درختچه‌های بید بود.
در طول آخرین بیشینه یخچالی، استپ ماموت از اسپانیا به سوی شرق در سراسر اوراسیا تا کانادا و از جزایر قطب شمال به سوی جنوب تا چین را در بر می‌گرفت. زیست‌توده جانوری تحت سلطه گوزن شمالی، گاومیش کوهان‌دار آمریکایی، اسب و ماموت پشمالو بود. این اکوسیستم مناطق گسترده‌ای از بخش شمالی کره زمین را پوشش می‌داد، تقریباً ۱۰۰۰۰۰ سال بدون تغییر عمده رشد کرد، اما پس از آن در حدود ۱۲۰۰۰ سال پیش به مناطق کوچک‌تری کاهش یافت.

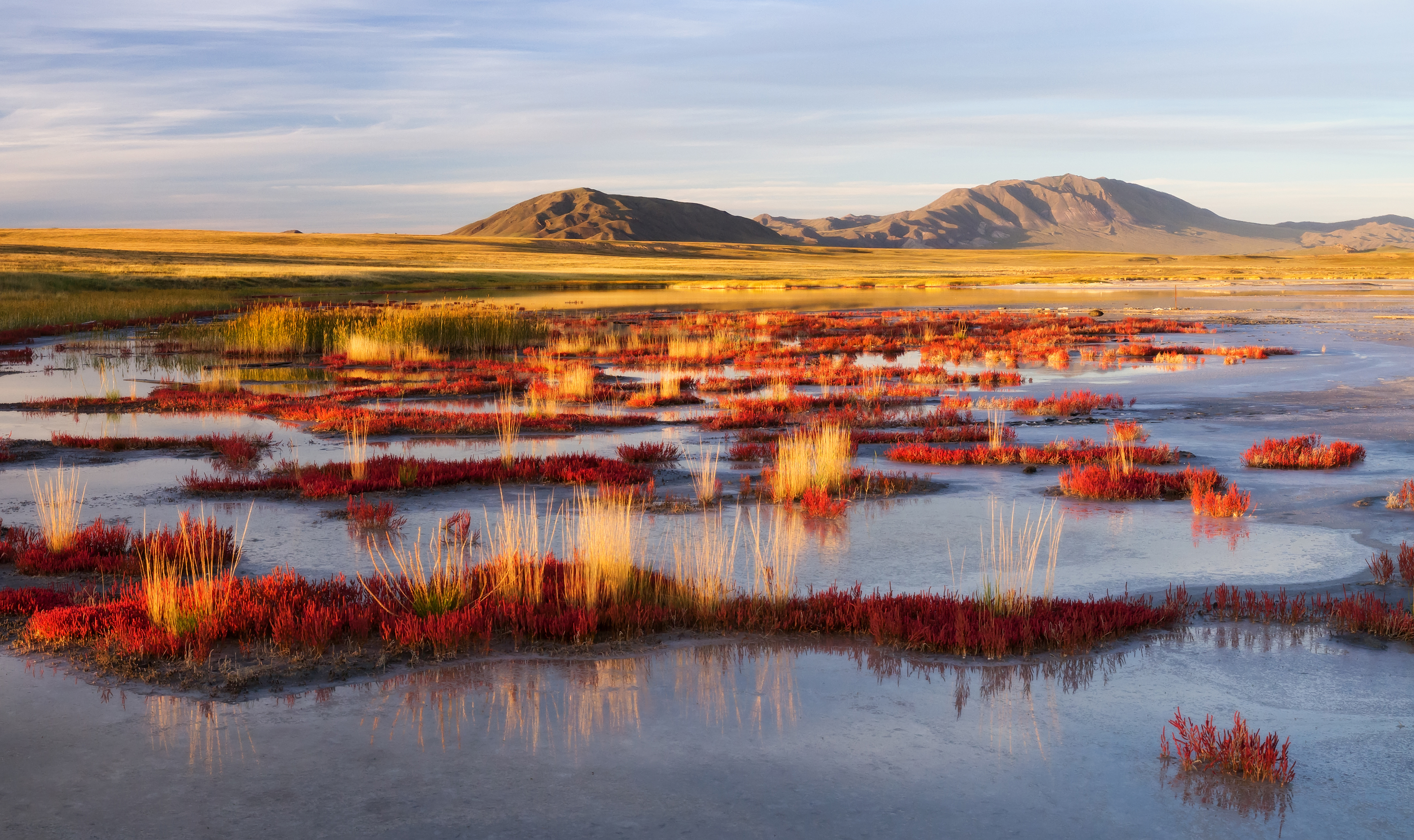
ذخیره‌گاه بیوسفر توخالی اوبسونور واقع در مرز مغولستان و جمهوری تووا یکی از آخرین بقایای استپ ماموت است.

## نام‌گذاری
در پایان سدهٔ نوزدهم، آلفرد نهرینگ (۱۸۹۰) و یان چرسکی (Iwan Dementjewitsch Chersky، ۱۸۹۱) پیشنهاد کردند که در طول آخرین دوره یخبندان، بخش عمده‌ای از شمال اروپا توسط گیاه‌خواران بزرگ پر شده بود و اینکه آب و هوای استپی در آنجا حاکم بود. در سال ۱۹۸۲، دانشمند R. Dale Guthrie اصطلاح «ماموت استپ» را برای این منطقه دیرینه ابداع کرد.

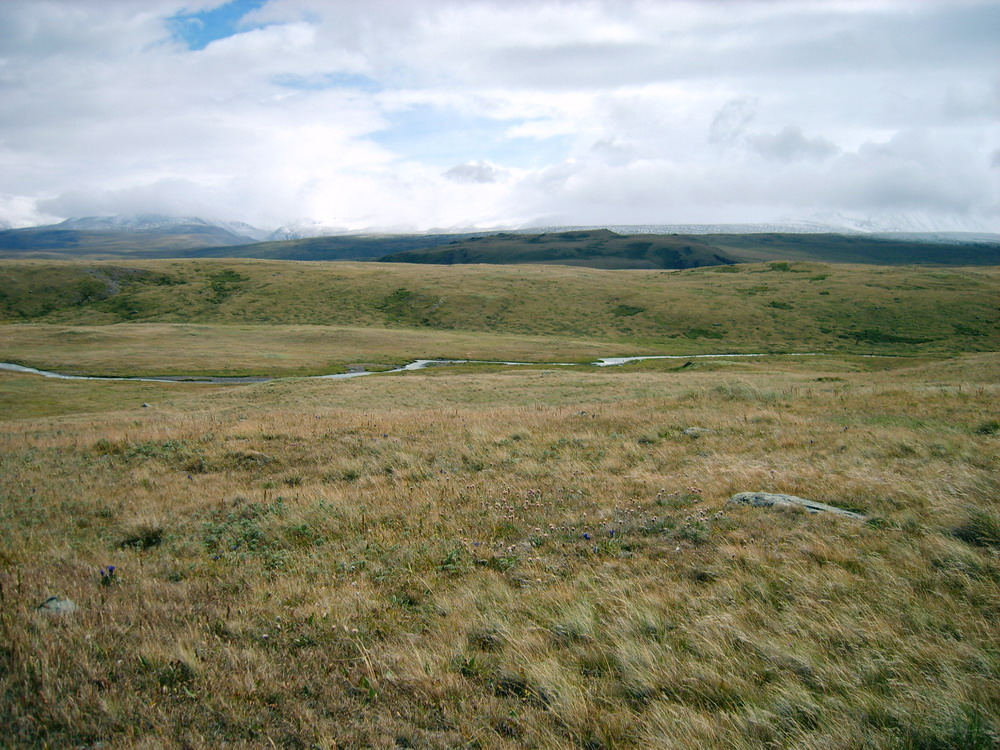
فلات یوکوک، یکی از آخرین بقایای استپ ماموت